# 제임스 오네일

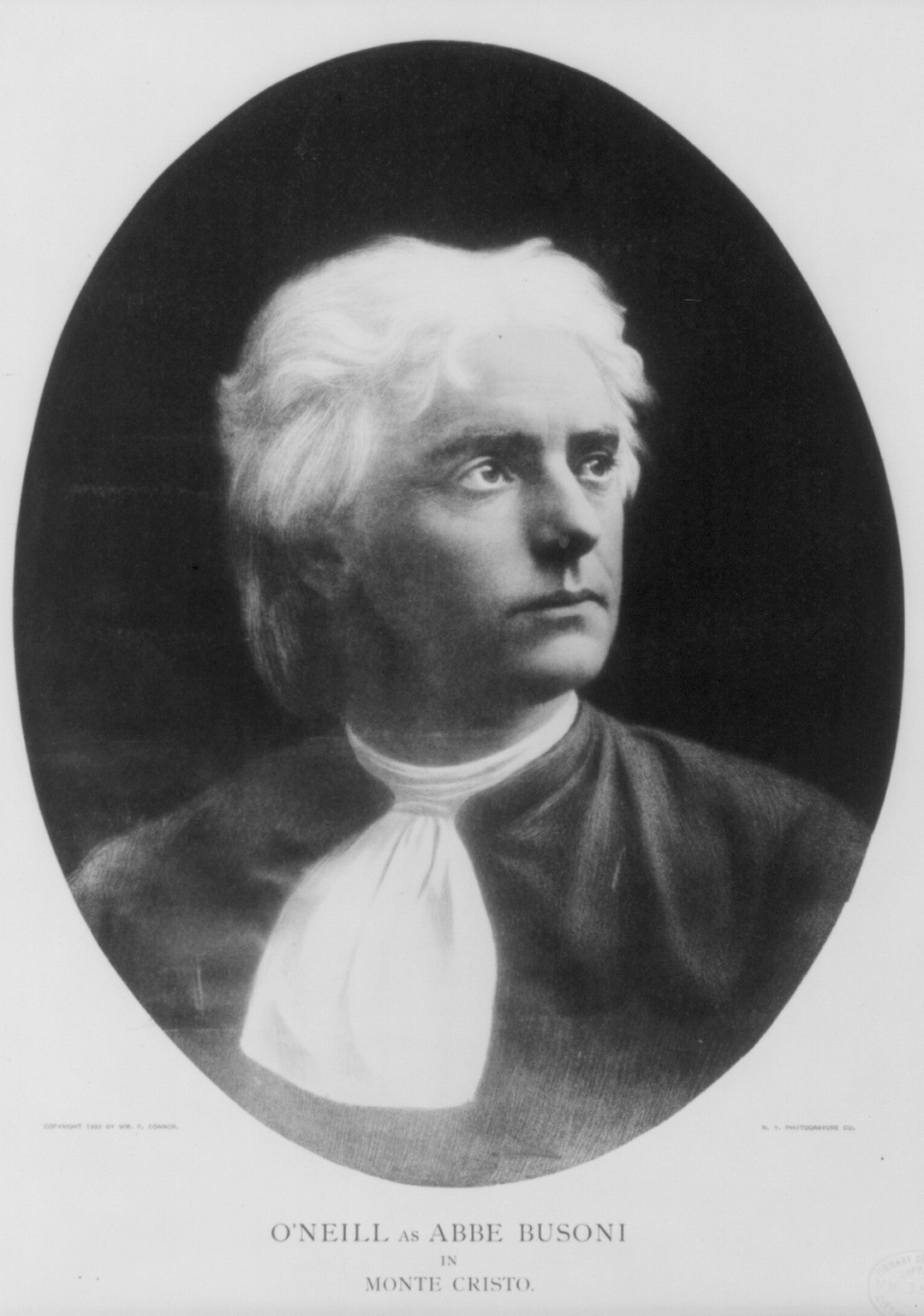

제임스 오네일(James O'Neill, 1847년 11월 15일 ~ 1920년 8월 10일)은 아일랜드의 배우, 연극 배우, 텔레비전 배우이다.
킬케니에서 태어났으며 뉴런던에서 사망하였다.

## 영화
- 몬테 크리스토 백작 (1913년)